# Katy Trail State Park
Der Katy Trail State Park basiert auf einer ehemaligen Bahntrasse der Missouri-Kansas-Texas Railroad über eine Streckenlänge von 360 km im US-Bundesstaat Missouri. Der Abschnitt entlang des Missouri zwischen St. Charles und Boonville ist offizieller Bestandteil des Lewis and Clark National Historic Trail und der gesamte Weg ist ein Teil des American Discovery Trail. Zusätzlich hat er den Rang eines Millennium Legacy Trail. Der State Park durchquert dabei das St. Charles County, das Jefferson County, das Warren County, das Montgomery County, das Callaway County, das Cooper County, das Pettis County  und das Henry County.

Logo der M-K-T

Mit der Entscheidung der Bahngesellschaft, den Bahnbetrieb zwischen Machens im St. Charles County und Sedalia im Pettis County im Jahre 1986 einzustellen, ergab sich die Chance ein außergewöhnliches Erholungsgebiet für Wanderer und Radfahrer zu gestalten. Im April 1990 wurde der erste Abschnitt mit sechseinhalb Kilometer Länge eröffnet. Bis 1991 konnten weitere ehemalige Bahnkilometer von der Union Pacific Railroad ergänzend angeschlossen werden und unter die Verwaltung des Department of Natural Resources gestellt werden. Der Name Katy wird von der englischen Aussprache der abkürzenden Buchstaben K und T abgeleitet.
Der größte Teil folgt dem Flusslauf des Missouri, sodass Fluss und Flussufer mit ihrer Flora und Fauna oft in Sichtweite sind. Verschiedene Landschaftsformen mit dichten Wäldern, Feuchtgebieten, tief eingeschnittene Tälern, Überresten der Prärie, Weideflächen und Farmland wechseln sich dabei ab.
Im Frühling blühen Hartriegel-Arten und Judasbäume, während das rot-orange-gelbe Farbspektrum des Herbstlaubes von Zucker-Ahorn und verschiedener Rhus-Arten ein halbes Jahr später dominieren. Meisen, Kleiber, Drosseln, Pirole und verschiedene Spechte sind häufig anzutreffen.
Rotschwanzbussard und Truthahngeier fliegen oft über dem Gebiet und Weißkopfseeadler kommen als Wintergäste vor. Der naheliegende Missouri zieht auch Wasservögel und Zugvögel an. Kanadareiher, Kanadagänse, Schnepfenvögel und Gürtelfischer können am Wasser beobachtet werden.